# Caesia (slak)
Caesia is een geslacht van weekdieren uit de klasse van de Gastropoda (slakken).

## Soort
- Ceasia japonica (A. Adams, 1852)

## Synoniem
- Nassarius praematuratus (Kuroda & Habe in Habe, 1960)